# 5º Dan
5º Dan è il primo album in studio del rapper italiano Inoki, pubblicato nel 2001 dalla Vibrarecords.

## Descrizione
L'album è stato realizzato con la partecipazione del collettivo bolognese Porzione Massiccia Crew e ha visto il coinvolgimento di vari artisti e produttori, tra cui Rischio, Shablo e The NextOne. Il disco è stato inoltre dedicato alla memoria di Joe Cassano, morto due anni prima.
Nel 2015 la Kappa Distribution ha ripubblicato il disco sia in formato CD che in quello doppio LP in tiratura limitata.

## Tracce
1. Lirico alchimista (feat. Jhonny Jab) – 2:51
2. In volo (feat. Nest) – 3:44
3. Joe Cassano – Stile di Joe Freesyle – 1:35
4. Bledregaz (Lamainoxi & Lamaislam) – Ho fatto pratica – 3:39
5. Mheedy, Shablo, Inokines, Lamaislam & Jay Kay – Tutto il mondo – 4:45
6. Since 95 – 3:13
7. Business su business (feat. Rischio) – 3:47
8. Lamaislam – La verità – 4:04
9. Gianni K.G. – Pole Pole... (feat. Inokines) – 3:51
10. Polvere di strada – 3:26
11. The Next Level (The NextOne, Nest, Jay Kay & Inokines) – Com'è la vista – 3:50
12. Vecchio quartiere – 4:13
13. Rischio aka Jimmi Spinelli – C'è chi vuole questo – 3:20
14. Tagadà Nò Chalance (Word, Miccetta, Rischio & Boghe) – Tagadà Pt. 1 – 5:26
15. Freestyle – 1:35
16. ExtraCees (Lamaislam, Mheedy & Shablo) – 3 Mcees – 4:29
17. PMC All Starz – ...per scaramanzia – 0:24
18. PMC All Starz – Mezzo metro di cannone – 5:26
19. Gianni K.G. – Ghost Track – 3:32 – traccia fantasma

## Formazione
Musicisti
- Inokines – voce (tracce 1, 2, 5, 6, 10-12, 15, 17 e 18), voce aggiuntiva (traccia 16)
- Jhonny Lab – skit (traccia 1), voce (traccia 3)
- Nest – voce (tracce 2, 11)
- Lamaislam – voce (tracce 4, 5, 8, 16-18)
- Lamainoxy – voce (traccia 4)
- Mheedy – voce (tracce 5, 16-18)
- Shablo – voce (tracce 5, 16-18), scratch (tracce 8 e 18)
- DJ Jay Kay – scratch (tracce 5, 11)
- Rischio – voce (tracce 7, 13, 14, 17 e 18)
- DJ Locca – scratch (traccia 8)
- Gianni K.G. – voce (tracce 9, 17-19)
- DJ Skizo – scratch (traccia 12)
- Word – voce (traccia 14)
- Miccetta – voce (traccia 14)
- Boghe – voce (traccia 14)

Produzione
- Inokines – produzione esecutiva, produzione (tracce 1 e 4)
- Paniko – coproduzione esecutiva
- Simona – coproduzione esecutiva
- Duna – registrazione, missaggio
- DJ Shablo – produzione (tracce 1, 2, 4-6, 8-10, 13-18)
- DJ Skizo – registrazione (tracce 7 e 12)
- Twice – produzione (tracce 7, 12-14), registrazione (tracce 13 e 14)
- Nest – registrazione (traccia 11)
- The NextOne – produzione (traccia 11)